# دومينغو غوزمان
دومينغو غوزمان هو لاعب كرة قاعدة دومينيكاني، ولد في 5 أبريل 1975 في سان كريستوبال في جمهورية الدومينيكان.

## وصلات خارجية
- دومينغو غوزمان على موقع الدوري الياباني لكرة القاعدة (الإنجليزية)
- دومينغو غوزمان على موقعبيزبول رفرنس.كوم (الدوري الرئيسي) (الإنجليزية)
- دومينغو غوزمان على موقع مشجعي الرسوم البيانية (الإنجليزية)